# Václav Markup
Václav Markup (10. září 1904 Chlum u Rakovníka – 18. července 1995 Praha-Horní Počernice), byl český akademický sochař, řezbář, zasloužilý umělec a středoškolský profesor.

## Život
Nejprve pracoval v rakovnické továrně na šamot, později v letech 1921–1925 studoval Uměleckoprůmyslovou školu v Praze u profesora Josefa Mařatky. Později přešel na Akademii výtvarných umění v Praze k profesoru Bohumilu Kafkovi, žáku Josefa Václava Myslbeka, u kterého po ukončení školy působil V. Markup jako asistent. V roce 1935 se stal členem SVU Mánes. Václav Markup vystavoval díla ze dřeva, kovu, kamene, kresby a fotografie vybraných realizací, jeho dílo se soustředilo na zachycení člověka.
Oceněn byl roku 1975 titulem zasloužilý umělec, roku 1979 získal vyznamenání Za zásluhy o výstavbu.
Jeho dcerou byla sochařka a keramička Kristina Martínková-Markupová (* 1948).

## Dílo
Václav Markup se věnoval sochařství v kameni (Palác Atlas, Praha), kovu a keramice. Roku 1958 vytvořil keramickou plastiku Tanec pro výstavu Expo v Bruselu, za kterou obdržel stříbrnou medaili. Později pracoval především se dřevem. Jeho rozměrný dřevěný reliéf Žongléři zdobil stěnu kinosálu v Domě bytové kultury, odkud byl později přemístěn do kanceláří v 6. patře.
- 1939-1942 Reliéfy u vstupu do Paláce Atlas, Praha 8, Sokolovská 1[5]

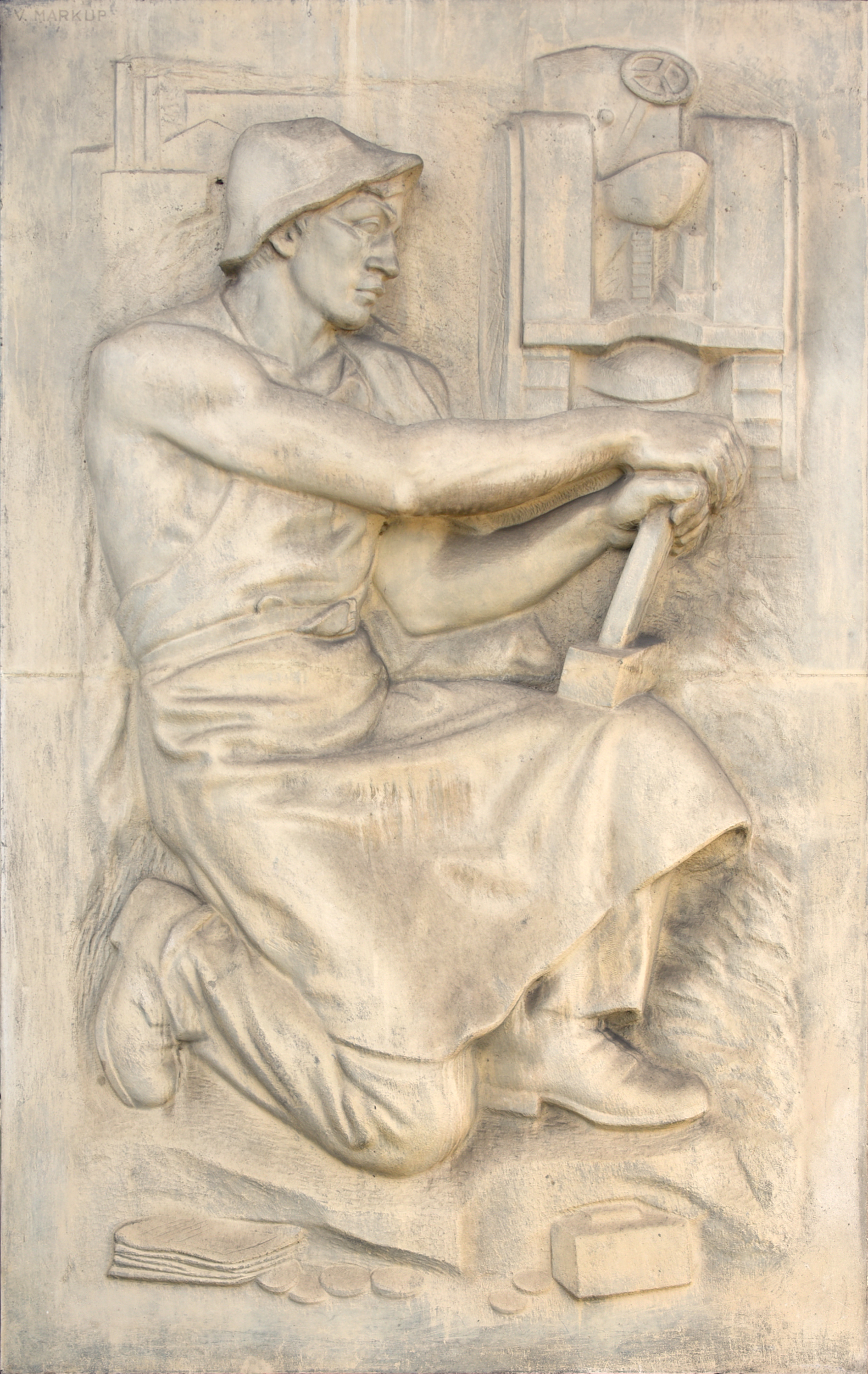
Václav Markup, Hutník (1942), Palác Atlas, Praha
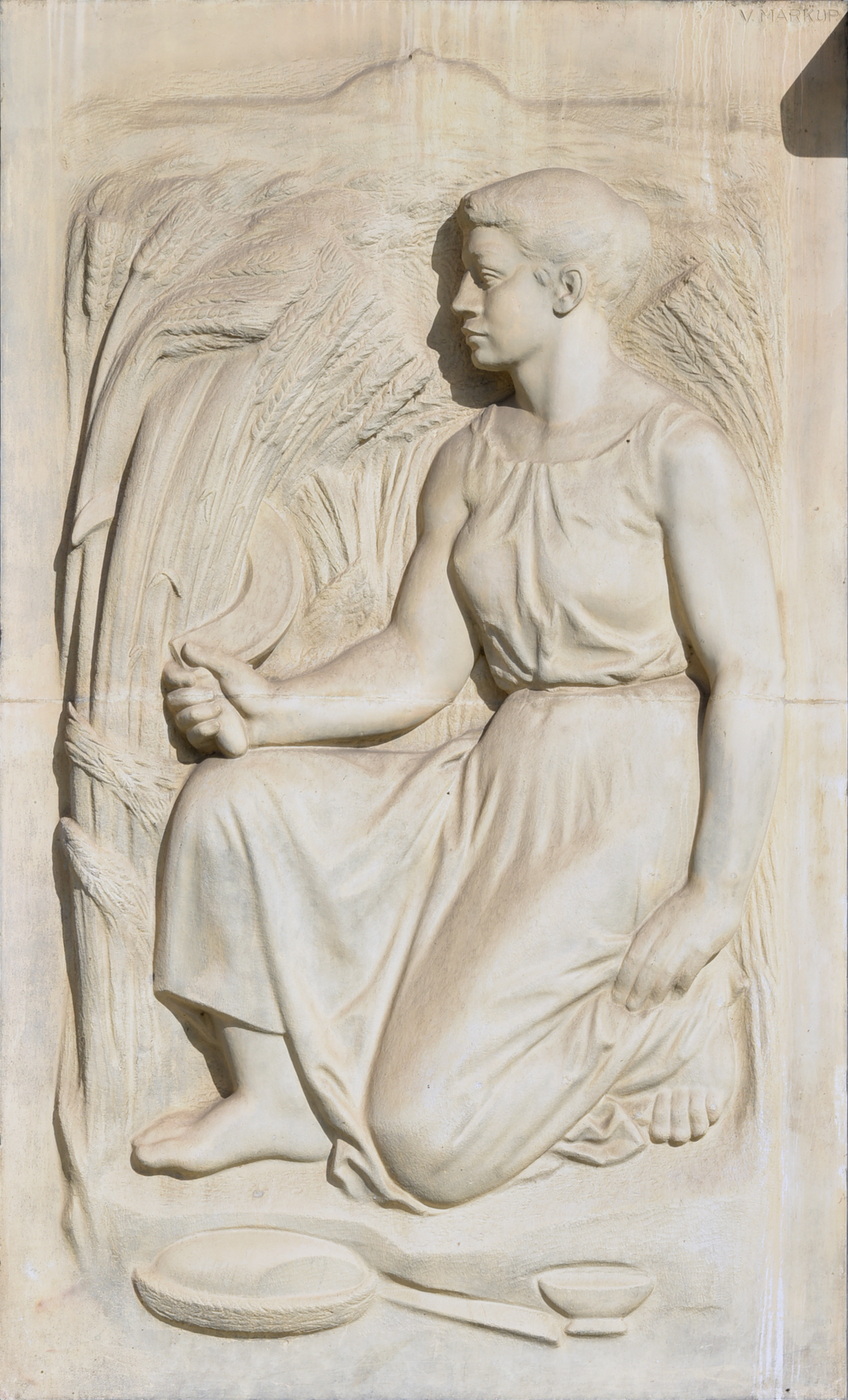
Václav Markup, Žnečka (1942), Palác Atlas, Praha